# Chung kết UEFA Europa League 2019
Trận chung kết UEFA Europa League 2019 là trận đấu cuối cùng của UEFA Europa League 2018–19, mùa giải thứ 48 của giải đấu bóng đá các câu lạc bộ cao thứ nhì châu Âu được tổ chức bởi UEFA, và là mùa thứ 10 kể từ khi nó được đổi tên từ Cúp UEFA thành UEFA Europa League. Trận đấu được diễn ra tại Sân vận động Olympic ở Baku, Azerbaijan vào ngày 29 tháng 5 năm 2019. giữa hai đội bóng Anh Chelsea và Arsenal, tạo nên một trận chung kết derby thành London. Đây là trận chung kết thứ 10 có sự xuất hiện của 2 đội bóng đến từ cùng một hiệp hội, trận chung kết toàn Anh thứ hai và là lần đầu tiên giữa hai đội bóng cùng một thành phố.
Chelsea giành chiến thắng trong trận chung kết với tỉ số 4–1 để có danh hiệu UEFA Europa League thứ hai. Với tư cách nhà vô địch, Chelsea giành quyền thi đấu với Liverpool, nhà vô địch UEFA Champions League 2018-19 trong trận Siêu cúp châu Âu 2019. Họ cũng lọt vào vòng bảng UEFA Champions League 2019-20, nhưng vì họ đã lọt vào thông qua màn trình diễn của họ ở giải quốc nội, nên suất dự này được trao cho đội xếp thứ ba của Ligue 1 2018-19, Lyon, vì Liên đoàn bóng đá Pháp điều hành giải Ligue 1 là hiệp hội xếp hạng 5 theo danh sách tham dự của mùa sau.
Kể từ mùa giải này, trận chung kết Europa League được diễn ra cùng tuần với trận chung kết Champions League. Vào tháng 3 năm 2018, UEFA công bố áp dụng quyền thay người thứ tư khi trận đấu bước vào hiệp phụ, và số cầu thủ dự bị tăng từ 7 lên 12. Thời gian thi đấu cũng được thay đổi từ 20:45 CEST trở thành 21:00 CEST. Trận đấu này là trận đấu đầu tiên ở Europa League (cũng như là trận chung kết đầu tiên) sử dụng công nghệ video hỗ trợ trọng tài (VAR).

## Các đội bóng
Trong bảng dưới đây, các trận chung kết đến năm 2009 thuộc kỉ nguyên Cúp UEFA, kể từ năm 2010 thuộc kỉ nguyên UEFA Europa League.
| Đội     | Các lần tham dự trận chung kết trước (in đậm thể hiện năm vô địch) |
| ------- | ------------------------------------------------------------------ |
| Chelsea | 1 (2013)                                                           |
| Arsenal | 1 (2000)                                                           |

## Địa điểm

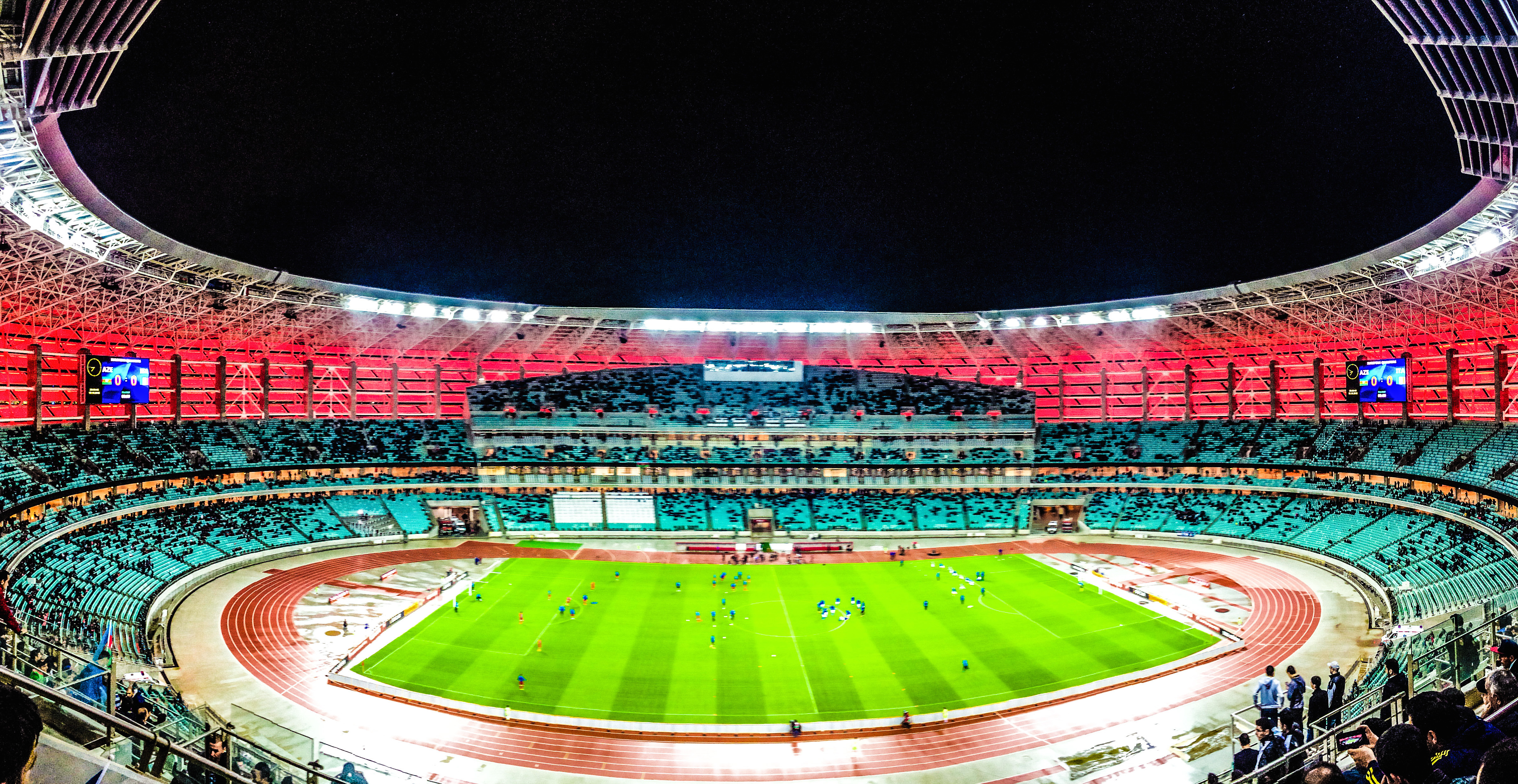
Sân vận động Olympic ở Baku là nơi tổ chức trận chung kết.

Sân vận động Olympic ở Baku được lựa chọn làm địa điểm tổ chức trận chung kết bởi Ủy ban điều hành UEFA vào ngày 20 tháng 9 năm 2017.
Đây là trận chung kết giải đấu các câu lạc bộ châu Âu đầu tiên được tổ chức ở Azerbaijan. Sân vận động này cũng được chọn làm một trong số những địa điểm tổ chức UEFA Euro 2020.

## Bối cảnh
Chelsea chơi trận chung kết Europa League thứ hai của họ, họ giành chiến thắng 2–1 trước Benfica vào năm 2013. Trận đấu này là trận chung kết châu Âu thứ sáu của họ, tính thêm vào hai trận chung kết Cup Winners' Cup vào năm 1971 (trận thắng 2–1 trước Real Madrid) và năm 1998 (trận thắng 1–0 trước Stuttgart) và hai trận chung kết UEFA Champions League vào năm 2008 (1–1, thua 6–5 trên chấm phạt đền trước Manchester United) và năm 2012 (1–1, thắng 4–3 trên chấm phạt đền trước Bayern Munich). Trong 17 trận đấu, Chelsea có thành tích sáu trận thắng, bảy trận hòa (hai trong số đó họ thua trên chấm phạt đền) và bốn trận thua ở các giải đấu châu Âu trước các câu lạc bộ Anh. Mới đây nhất, họ đã thua cả hai lượt trận trước Manchester United ở tứ kết Champions League 2010-11.
Đây cũng là trận chung kết Europa League thứ hai của Arsenal, họ đã thua trên chấm phạt đền trước Galatasaray vào năm 2000. Giống như Chelsea, đây là lần thứ sáu họ xuất hiện trong trận chung kết của một giải đấu UEFA. Họ gần đây nhất góp mặt trong trận chung kết UEFA Champions League 2006, thua 2–1 trước Barcelona. Họ cũng đã lọt vào trận chung kết Cup Winners' Cup ba lần: vào năm 1980, khi họ phải nhận thất bại trong loạt sút luân lưu với tỉ số 5–4 trước Valencia sau trận hòa 0–0; năm 1994, đánh bại Parma 1–0; và trở lại vào năm 1995, thua 2–1 dưới tay Real Zaragoza. Arsenal trước đó đã thắng với tổng tỉ số 4–3 trước Anderlecht ở trận chung kết năm 1970 của giải Inter-Cities Fairs Cup, tiền thân của Cúp UEFA/Europa League. Arsenal không giành chiến thắng trong sáu lần gặp nhau trước đó trước các câu lạc bộ Anh, với thành tích hai trận hòa và bốn trận thua. Gần đây nhất, họ đã thua cả hai lượt trận trước Manchester United ở bán kết Champions League 2008-09. Trận đấu này là trận chung kết Europa League thứ tư dành cho HLV Unai Emery, người đã gia nhập Arsenal hồi đầu mùa giải với tư cách là người thay thế Arsène Wenger. Emery có thành tích hoàn hảo trong các trận chung kết Europa League, giành ba danh hiệu liên tiếp với Sevilla vào năm 2014, 2015 và 2016.
Trận chung kết này là lần đối đầu thứ 198 giữa hai kình địch thành London Chelsea và Arsenal, với thành tích 76 trận thắng cho Arsenal, 63 trận thắng cho Chelsea và 58 trận hòa. Hai bên đã gặp nhau hai lần ở mùa giải Premier League 2018-19, với mỗi đội giành chiến thắng trên sân nhà: Chelsea với tỉ số 3–2 trong trận đấu đầu tiên và Arsenal với tỉ số 2–0 ở trận thứ hai. Họ đã từng đối đầu với nhau một lần trước đó trong một cặp đấu ở đấu trường châu Âu, gặp nhau ở tứ kết Champions League 2003-04; trận đấu đầu tiên kết thúc với tỉ số hòa 1–1, với Chelsea thắng trận thứ hai với tỉ số 2–1 trên sân khách và tiến vào bán kết. Ở trong nước, hai bên đã gặp nhau trong ba trận chung kết cúp, với Arsenal giành chiến thắng trong trận chung kết Cúp FA năm 2002 và 2017, và Chelsea giành chiến thắng trong trận chung kết Cúp Liên đoàn bóng đá Anh 2007.
Trận đấu này là trận chung kết Cúp UEFA/Europa League toàn Anh thứ hai, sau trận chung kết đầu tiên năm 1972 giữa Wolverhampton Wanderers và Tottenham Hotspur. Nhìn chung, đây là trận chung kết Cúp UEFA/Europa League lần thứ 10 có sự góp mặt của hai đội bóng đến từ cùng một quốc gia, trước đó đã đạt được bốn lần bởi các đội Ý (1990, 1991, 1995 và 1998), hai lần bởi các đội Tây Ban Nha (2007 và 2012) và một lần bởi các đội Đức (1980) và Bồ Đào Nha (2011), thêm vào đó là các đội bóng Anh vào năm 1972. Đây là trận chung kết Europa League đầu tiên có hai đội đến từ cùng một thành phố (London), cũng như lần thứ tư trong một trận chung kết giải đấu cấp câu lạc bộ UEFA sau các câu lạc bộ có trụ sở tại Madrid là Atlético Madrid và Real Madrid, các đội đã gặp nhau trong các trận chung kết Champions League năm 2014 và 2016, cũng như trong trận Siêu cúp châu Âu 2018.
Vì Tottenham Hotspur và Liverpool cũng lọt vào trận chung kết UEFA Champions League 2019, đây là mùa giải đầu tiên hai trận chung kết của các giải đấu lớn châu Âu cấp câu lạc bộ (Champions League và Europa League) có cả 4 đội bóng cùng một quốc gia lọt tới trận đấu cuối cùng và Anh là quốc gia đầu tiên làm được điều này. London cũng là thành phố đầu tiên có ba đội bóng lọt vào hai trận chung kết châu Âu cấp câu lạc bộ. Hơn nữa, đây cũng là mùa giải đầu tiên mà nhiều trận chung kết châu Âu cấp câu lạc bộ (bao gồm Champions League, Europa League, Super Cup) có các đội bóng chỉ đến từ một quốc gia duy nhất.

## Đường đến trận chung kết
Ghi chú: Trong tất cả các kết quả dưới đây, tỉ số của đội lọt vào chung kết được đưa ra trước tiên (H: sân nhà; A: sân khách).
| VT | Đội          | ST | Đ  |
| -- | ------------ | -- | -- |
| 1  | Chelsea      | 6  | 16 |
| 2  | BATE Borisov | 6  | 9  |
| 3  | MOL Vidi     | 6  | 7  |
| 4  | PAOK         | 6  | 3  |

| VT | Đội             | ST | Đ  |
| -- | --------------- | -- | -- |
| 1  | Arsenal         | 6  | 16 |
| 2  | Sporting CP     | 6  | 13 |
| 3  | Vorskla Poltava | 6  | 3  |
| 4  | Qarabağ         | 6  | 3  |

## Thông tin trận đấu

### Chi tiết
Đội "chủ nhà" cho trận chung kết (vì mục đích hành chính) được xác định bằng một lượt bốc thăm bổ sung diễn ra sau khi bốc thăm vòng tứ kết và vòng bán kết được tổ chức vào ngày 15 tháng 3 năm 2019, lúc 13:00 CET, tại trụ sở UEFA tại Nyon, Thụy Sĩ.
| Chelsea                                            | 4–1 | Arsenal     |
| -------------------------------------------------- | --- | ----------- |
| - Giroud 49' - Pedro 60' - Hazard 65' (ph.đ.), 72' |     | - Iwobi 69' |

| Chelsea | Arsenal |

| GK               | 1  | Kepa Arrizabalaga     |     |     |
| RB               | 28 | César Azpilicueta (c) |     |     |
| CB               | 27 | Andreas Christensen   | 68' |     |
| CB               | 30 | David Luiz            |     |     |
| LB               | 33 | Emerson Palmieri      |     |     |
| CM               | 7  | N'Golo Kanté          |     |     |
| CM               | 5  | Jorginho              |     |     |
| CM               | 17 | Mateo Kovačić         |     | 76' |
| RF               | 11 | Pedro                 | 56' | 71' |
| CF               | 18 | Olivier Giroud        |     |     |
| LF               | 10 | Eden Hazard           |     | 89' |
| Dự bị:           |    |                       |     |     |
| GK               | 13 | Willy Caballero       |     |     |
| GK               | 52 | Jamie Cumming         |     |     |
| DF               | 3  | Marcos Alonso         |     |     |
| DF               | 21 | Davide Zappacosta     |     | 89' |
| DF               | 24 | Gary Cahill           |     |     |
| DF               | 44 | Ethan Ampadu          |     |     |
| MF               | 8  | Ross Barkley          |     | 76' |
| MF               | 51 | Conor Gallagher       |     |     |
| MF               | 55 | George McEachran      |     |     |
| FW               | 9  | Gonzalo Higuaín       |     |     |
| FW               | 22 | Willian               |     | 71' |
| Huấn luyện viên: |    |                       |     |     |
| Maurizio Sarri   |    |                       |     |     |

| GK               | 1  | Petr Čech                 |  |     |
| CB               | 5  | Sokratis Papastathopoulos |  |     |
| CB               | 6  | Laurent Koscielny (c)     |  |     |
| CB               | 18 | Nacho Monreal             |  | 66' |
| RM               | 15 | Ainsley Maitland-Niles    |  |     |
| CM               | 11 | Lucas Torreira            |  | 67' |
| CM               | 34 | Granit Xhaka              |  |     |
| LM               | 31 | Sead Kolašinac            |  |     |
| AM               | 10 | Mesut Özil                |  | 78' |
| CF               | 9  | Alexandre Lacazette       |  |     |
| CF               | 14 | Pierre-Emerick Aubameyang |  |     |
| Dự bị:           |    |                           |  |     |
| GK               | 19 | Bernd Leno                |  |     |
| GK               | 44 | Dejan Iliev               |  |     |
| DF               | 12 | Stephan Lichtsteiner      |  |     |
| DF               | 20 | Shkodran Mustafi          |  |     |
| DF               | 25 | Carl Jenkinson            |  |     |
| MF               | 4  | Mohamed Elneny            |  |     |
| MF               | 29 | Matteo Guendouzi          |  | 66' |
| MF               | 59 | Joe Willock               |  | 78' |
| FW               | 17 | Alex Iwobi                |  | 67' |
| FW               | 23 | Danny Welbeck             |  |     |
| FW               | 49 | Eddie Nketiah             |  |     |
| FW               | 87 | Bukayo Saka               |  |     |
| Huấn luyện viên: |    |                           |  |     |
| Unai Emery       |    |                           |  |     |

| Cầu thủ xuất sắc nhất trận đấu: Eden Hazard (Chelsea) Trợ lý trọng tài: Filippo Meli (Ý) Lorenzo Manganelli (Ý) Trọng tài thứ tư: Daniele Orsato (Ý) Trợ lý trọng tài video: Massimiliano Irrati (Ý) Trợ lý tổ trợ lý trọng tài video: Marco Guida (Ý) Szymon Marciniak (Ba Lan) Trợ lý trọng tài video bắt việt vị: Paweł Sokolnicki (Ba Lan) | Luật trận đấu - 90 phút thi đấu chính thức - 30 phút hiệp phụ nếu tỉ số hoà sau thời gian thi đấu chính thức - Loạt sút luân lưu nếu tỉ số vẫn hoà sau 30 phút hiệp phụ - Mỗi đội có 12 cầu thủ dự bị - Mỗi đội có tối đa 3 quyền thay cầu thủ, với lần thay thứ tư được áp dụng nếu trận đấu bước vào hiệp phụ |

### Thống kê
| Thống kê             | Chelsea | Arsenal |
| -------------------- | ------- | ------- |
| Số bàn thắng         | 0       | 0       |
| Tổng số cú sút       | 5       | 4       |
| Số cú sút trúng đích | 2       | 0       |
| Cứu thua             | 0       | 2       |
| Kiểm soát bóng       | 55%     | 45%     |
| Phạt góc             | 3       | 3       |
| Phạm lỗi             | 8       | 6       |
| Việt vị              | 1       | 1       |
| Thẻ vàng             | 0       | 0       |
| Thẻ đỏ               | 0       | 0       |

| Thống kê             | Chelsea | Arsenal |
| -------------------- | ------- | ------- |
| Số bàn thắng         | 4       | 1       |
| Tổng số cú sút       | 9       | 11      |
| Số cú sút trúng đích | 6       | 2       |
| Cứu thua             | 1       | 2       |
| Kiểm soát bóng       | 42%     | 58%     |
| Phạt góc             | 4       | 2       |
| Phạm lỗi             | 6       | 5       |
| Việt vị              | 0       | 2       |
| Thẻ vàng             | 2       | 0       |
| Thẻ đỏ               | 0       | 0       |

| Thống kê             | Chelsea | Arsenal |
| -------------------- | ------- | ------- |
| Số bàn thắng         | 4       | 1       |
| Tổng số cú sút       | 14      | 15      |
| Số cú sút trúng đích | 8       | 2       |
| Cứu thua             | 1       | 4       |
| Kiểm soát bóng       | 48%     | 52%     |
| Phạt góc             | 7       | 5       |
| Phạm lỗi             | 14      | 11      |
| Việt vị              | 1       | 3       |
| Thẻ vàng             | 2       | 0       |
| Thẻ đỏ               | 0       | 0       |